# 젤리피시호

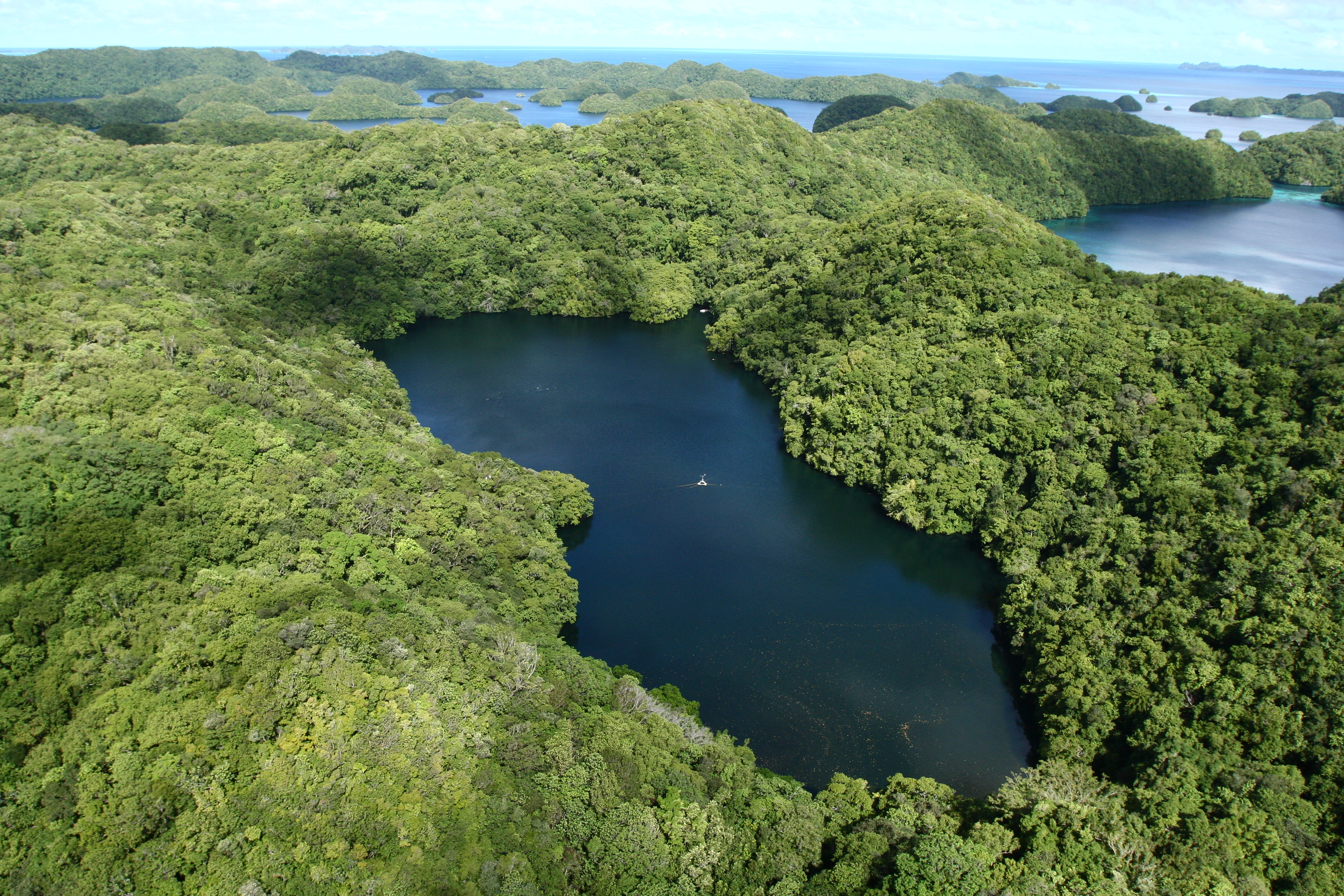
젤리피시호

젤리피시호(영어: Jellyfish Lake, 팔라우어: Ongeim'l Tketau)는 팔라우 공화국의 에일 말크섬에 있는 염호이다. 에일 말크섬은 코로르섬과 펠렐리우섬 사이에 위치한 수백개의 무인도로 이루어진 첼바체브 제도를 구성하는 섬 중 하나이다. 첼바체브 제도에는 약 70개의 염호가 있는데, 젤리피시호는 그 중 가장 유명한 관광지 중 하나로 수백만 마리의 해파리가 호수를 주기적으로 도는 것으로 잘 알려져 있다.